# 格但斯克理工大学
54°22′17″N 18°37′8″E / 54.37139°N 18.61889°E
格但斯克理工大学，或譯格但斯克工業大學，是一所位于波兰格但斯克的理工大学。创建于1904年，是波兰最古老的大学之一。目前学校有9个学院、41个研究方向、26,000名本科学生和400名博士生以及1,200名教职工。

## 历史
学校随着这座城市几经改名。1904年成立于德意志帝国的但泽，通过凡尔赛条约，1920-1939年被称为但泽自由市，第二次世界大战被纳粹德国占领。苏联红军解放了学校，后来作为波兰的城市。1950年代开始修复大量被损坏的教学楼和教学设备。
不同时期学校名字：
- 1918–1921年：但澤技術學院（德語：Technische Hochschule in Danzig；波蘭語：Wyższa Szkoła Techniczna w Gdańsku）
- 1921–1939年：但澤自由市技術學院（德語：Technische Hochschule der Freien Stadt Danzig；波蘭語：Wyższa Szkoła Techniczna Wolnego Miasta Gdańska）
- 1939–1941年：但澤技術學院（德語：Technische Hochschule Danzig）
- 1941–1945年：但澤帝國學院（德語：Reichshochschule Danzig）
- 1945–现在：格但斯克理工大學（蘭語：Politechnika Gdańska）

## 照片集

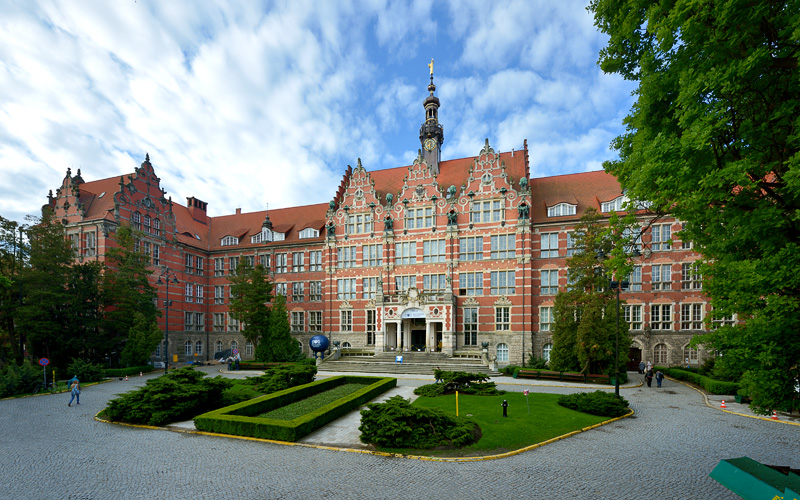
主教学楼
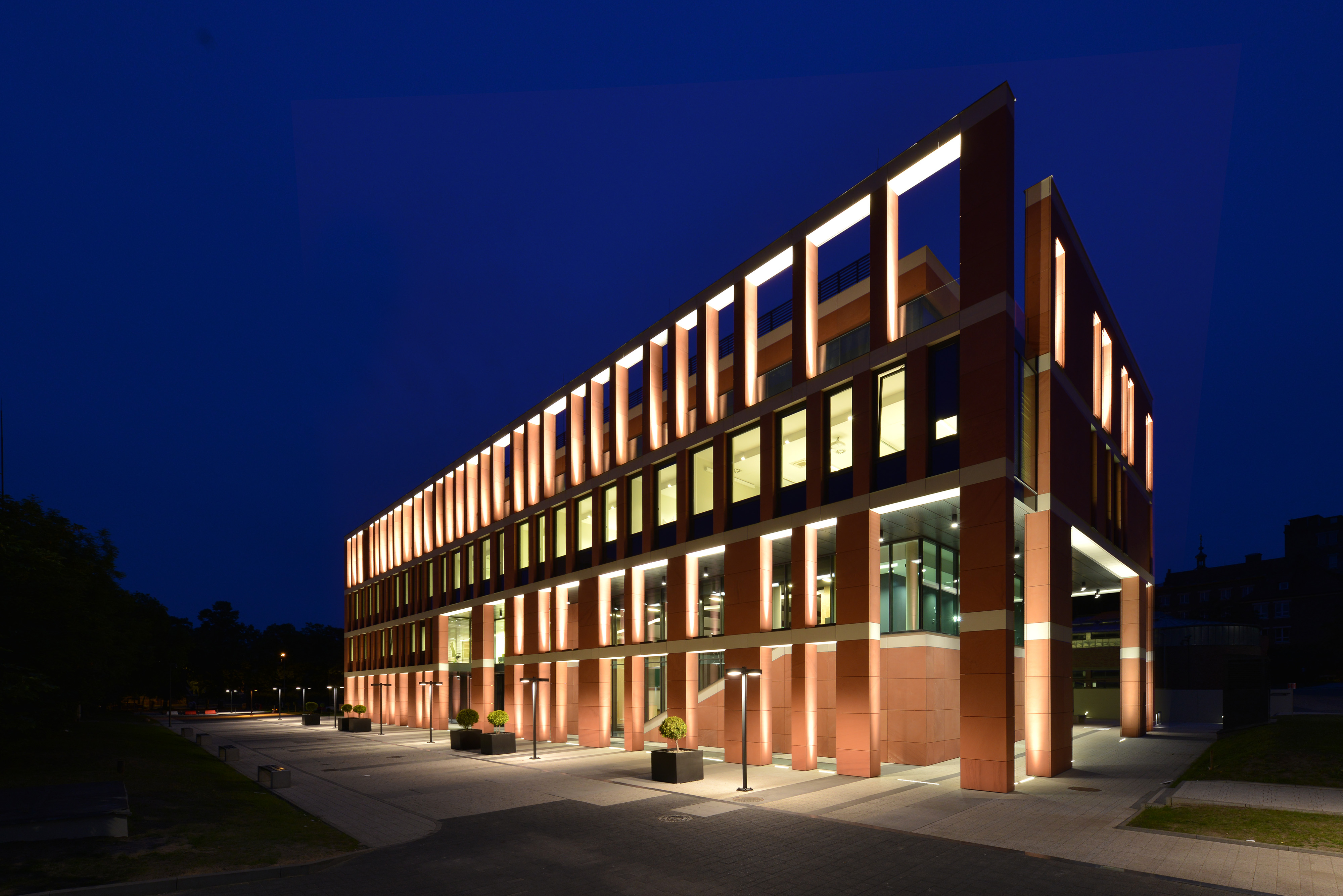
纳米技术B中心
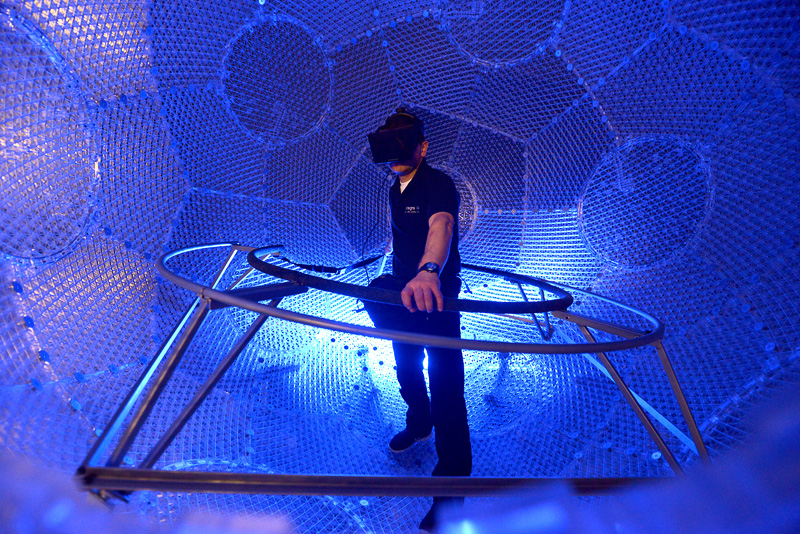
沉空间可视化实验室
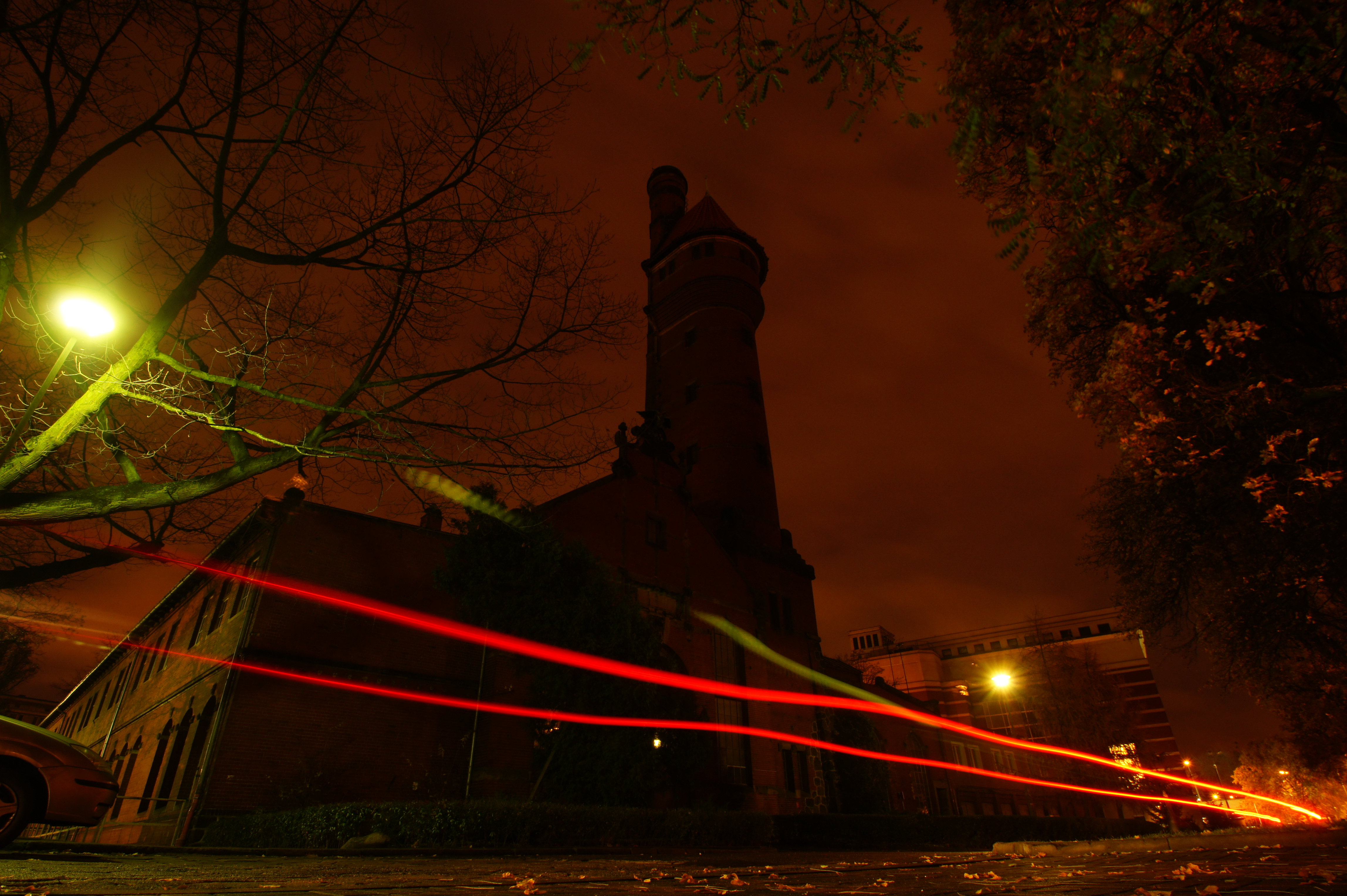
热锅炉站
管理和经济学院
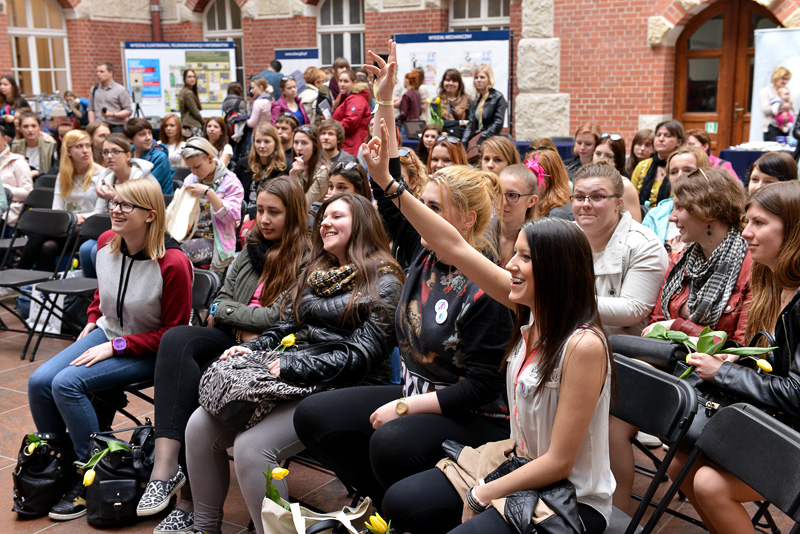
格但斯克理工大学学生
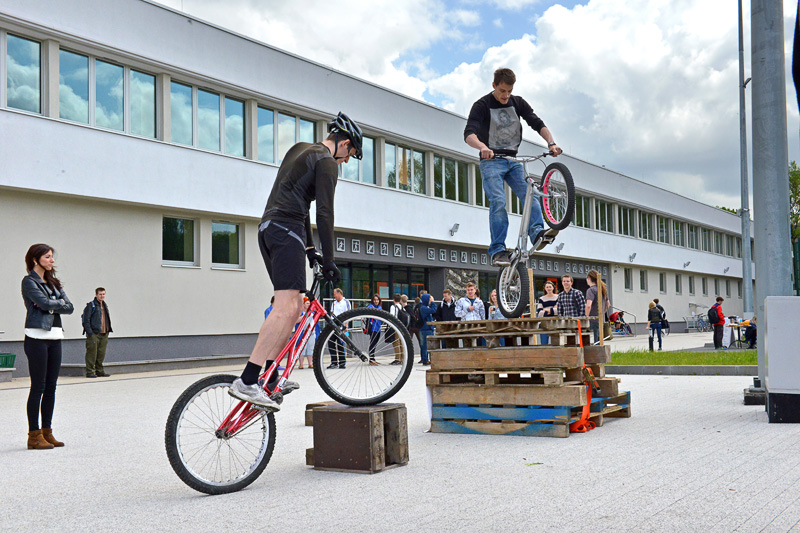
运动节
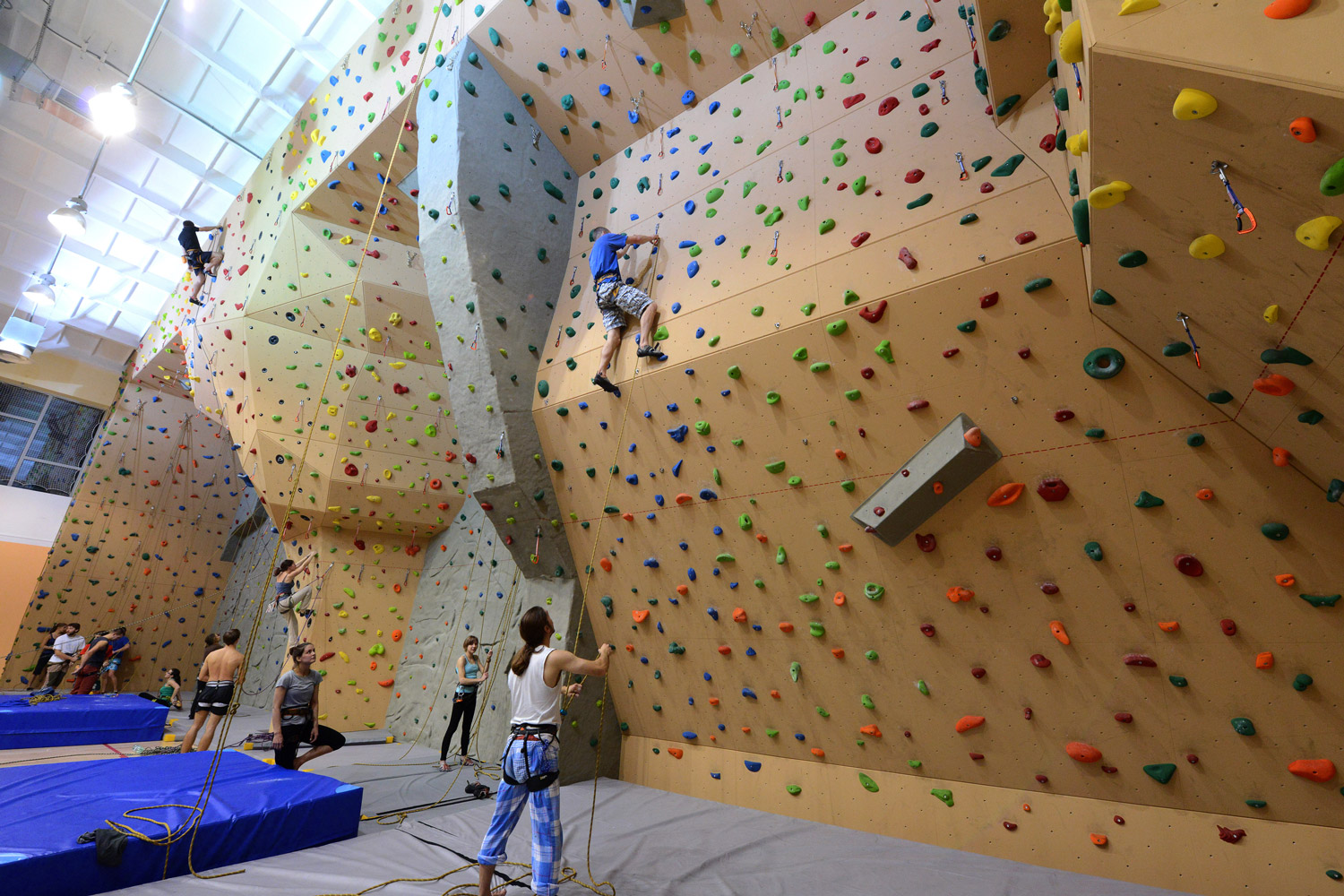
学术体育中心
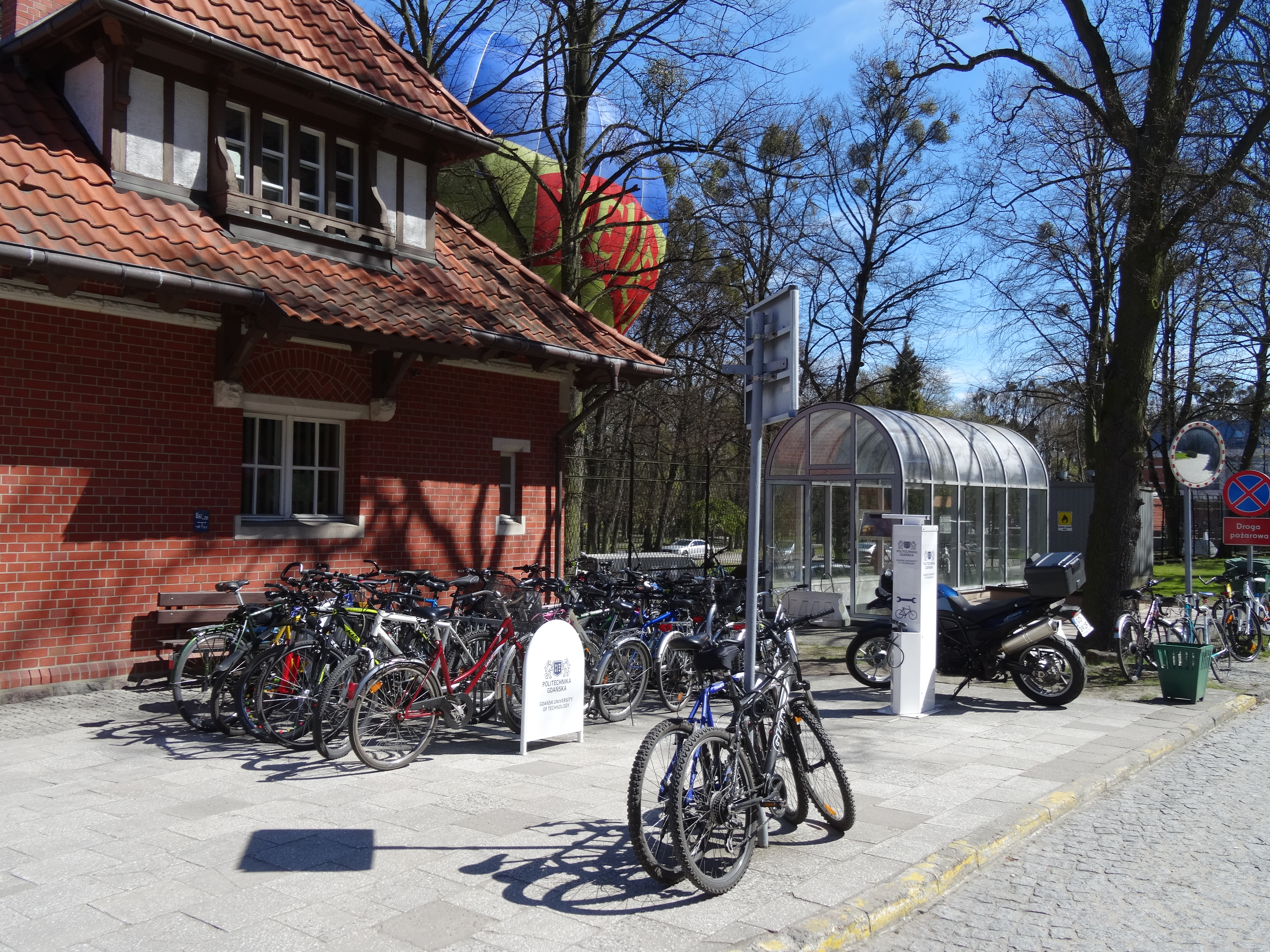
自行车停放和服务中心